# Ruta 23 (Uruguay)
La ruta 23 es una de las carreteras nacionales de Uruguay. Une la Ruta 11 a la altura de Juan Soler en el departamento de San José con la  Ruta 3 al sur de la ciudad de Trinidad en el departamento de Flores
Por ley 17409 del 26 de octubre de 2001 se designó al tramo de esta carretera comprendido entre su origen en la ruta 11 y la localidad de Ismael Cortinas con el nombre de Francisco Espínola, en honor al escritor uruguayo. En ese mismo año, por ley 17442, del 28 de diciembre, se designó con el nombre de Mario Arregui, al tramo entre la localidad de Ismael Cortinas y la ciudad de Trinidad.

## Trazado
Esta carretera nace en la ruta 11 en la localidad de Juan Soler, departamento de San José y se dirige sentido sureste-noroeste hasta la localidad de Ismael Cortinas en el departamento de Flores. Desde esta localidad la carretera toma dirección suroeste-noreste hasta pocos kilómetros al sur de la ciudad de Trinidad.
Esta carretera tiene una extensión total de 103 kilómetros, numerados del 100 al 203.
Detalle del recorrido según el kilometraje:

### San José
- km 100.000: Extremo sur Empalme con 
  - Este: a Juan Soler,  y San José
  - Oeste: a Ecilda Paullier y
- km 111.000: González
- km 124.000: Mal Abrigo
- km 136.000: Estación Guaycurú

### Flores
- km 150.000: Ismael Cortinas
- km 151.000: Empalme con 
  - Norte: a Cardona y
- km 189.000: La Casilla
- km 203.000: Extremo norte Empalme con 
  - Norte: a Trinidad y 
  - Sur: a San José y

## Características
Estado y tipo de construcción de la carretera según el tramo:
| Tramo           | Tipo de Red             | Tipo de Construcción   | Estado    |
| --------------- | ----------------------- | ---------------------- | --------- |
| Ruta 11-Ruta 12 | Corredor Internacional  | Carpeta asfáltica      | Muy Bueno |
| Ruta 12-Ruta 3  | Red Nacional Secundaria | Tratamiento bituminoso | Bueno     |